# 아이멘 바르코크
아이멘 바르코크(아랍어: أيمن برقوق, 독일어: Aymen Barkok, 1998년 5월 21일 ~ )는 2. 분데스리가 클럽 샬케 04에서 공격형 미드필더 또는 라이트 윙어로 활약하는 모로코의 프로 축구 선수이다. 독일에서 태어난 그는 모로코 국가대표팀에서 뛰고 있다.

## 구단 경력
2016년 10월 20일, 19세 이하 대표팀에서 뛰던 바르코크는 아인트라흐트 프랑크푸르트와 2020년까지 첫 프로 계약을 체결했다.
바르코크는 2016년 11월 20일, 분데스리가 프랑크푸르트에서 베르더 브레멘과의 원정 경기에서 75분에 미야트 가치노비치와 교체되어 프로 데뷔 전을 치렀다. 바르코크는 경기 막판 프랑크푸르트의 결승골을 넣었고, 경기는 2-1로 승리했다.
2018년 5월 19일, 바르코크는 2018-19년 시즌 분데스리가 신예 포르투나 뒤셀도르프에 임대되어 입단했다.
2022년 1월 31일, 마인츠 05는 바르코크가 2022년 7월 1일부터 3년 계약을 체결했다고 발표했다. 2024년 1월 18일, 바르코크는 시즌이 끝날 때까지 헤르타 BSC로 임대 이적했다.

## 국가대표팀 경력
바르코크는 독일에서 태어났다. 그는 독일 국가대표 출신의 유소년 국가대표이다. 그는 고국인 모로코 국가대표팀을 대표하기 위해 충성심을 바꿨다. 그는 2020년 10월 9일, 세네갈과의 친선 경기에서 3-1로 승리하며 국가대표팀에 데뷔했다.